# Op zoek naar een wonder
Op zoek naar een wonder was een tiendelige Nederlandse documentaireserie van de Evangelische Omroep.
In deze reality-achtige televisieserie ging presentator Marc Dik een maand lang op wereldreis met zeven ongeneeslijk ziek geachte mensen, op zoek naar een (genezings)wonder. Ze bezochten in India, de Verenigde Staten, Canada, Suriname, Engeland, Zwitserland en Zuid-Afrika voornamelijk christelijke gebedsgenezers die bekend zijn om hun wonderen, die zij zelf toeschrijven aan God. Het programma liep van 29 juni 2006 tot en met 31 augustus 2006.
De serie lokte veel debat uit onder de achterban van de omroep. Ook de bekende Nederlandse gebedsgenezer Jan Zijlstra was uiterst kritisch.

## De deelnemers en hun aandoening
- Randolph (48) - hiv-besmetting
- Serana (41) - anosmie (geen reukvermogen)
- Lian (24) - netvliesaandoening
- Mario (41) - psoriasis
- Bart (23) - holvoet
- Lenny (40) - multiple sclerose
- Ans (52) - ziekte van Bechterew